# Tipulamima hypocalla
Tipulamima hypocalla is een vlinder uit de familie wespvlinders (Sesiidae), onderfamilie Sesiinae.
Tipulamima hypocalla is voor het eerst wetenschappelijk beschreven door Le Cerf in 1937. De soort komt voor in het Afrotropisch gebied.